# Японска асоциация по карате
Японската асоциация по карате – ЯКА (Japan Karate Association – JKA, на японски – Nippon Karate Kyokai) е първата организация за Шотокан карате в света.
Тя официално е създадена от ученици на Гичин Фунакоши през 1949 г. с 81-годишния тогава майстор като шеф-инструктор. Масатоши Накаяма е човекът, който преподава, а Хидетака Нишияма е избран за шеф на Инструкторския комитет. Именно те двамата разработват специалния Инструкторски курс на ЯКА, през който преминават бъдещите кадри на организацията – Териюки Оказаки, Такаюки Миками (Takayuki Mikami), Хироказу Каназава, Кейносуке Еноеда, Ютака Ягучи (Yutaka Yaguchi), Хироши Ширай (Hiroshi Shirai) и др.
През 1986 г. главата на ЯКА Накаяма умира и лидерството е поето от Nobuyuki Nakahara. Това обаче не се харесва на някои от водещите майстори и това довежда до първото голямо разделяне в тази структура. Едната от фракциите се води от Nakahara с Шеф-инструктор Motokuni Sugiura, другата от Тетсухико Асай с шеф-инструктор Mikio Yahara.
Това разделение е съпроводено с дълга правна борба за това коя от двете организации да може да използва името ЯКА и чия собственост да е сградата на Главната квартира, Хомбу доджо. През 1999 г. групата на Nakahara печели в съда изключителното право да ползва името ЯКА в Япония и групата на Асай се преименува на Japan Karate Shotokai (JKS). Водещи инструктори от групата спечелила делото са Sugiura Motokuni, Ueki Masaaki, Tanaka Masahiko, Osaka Yoshiharu
След края на този тежък и дълъг съдебен процес следва период, в който ЯКА набира инерция за да заеме отново мястото си на най-голямата организация развиваща Шотокан карате в света. Променят се и се допълват правилниците за работата на организацията в Япония и в международен план. През 2012 година ЯКА получава от правителството на Япония правото да се нарича "KOEKI SHADAN HOJIN (public interest incorporated association) "
Организация в Обществена полза.
В ЯКА членуват над 100 страни и тя е най-голямата и престижна организация в световен мащаб за Шотокан карате. Нейният специален Инструкторски курс е преминат от около 80 души в целия свят (някои от тях вече покойници). Някои от тях преподават в Главната квартира, други водят клонове на организацията по света, трети са напуснали ЯКА (доброволно или принудително) и са основали свои структури: Тетсухико Асай (9 дан) е глава на JKS и IJKA, Микио Яхара (8 дан, Mikio Yahara) – глава на KWF, Хироказу Каназава (10 дан) – глава на SKIF, Хитоши Касуя (Hitoshi Kasuya) – глава на WSKF, Садашиге Като (8 дан, Sadashige Kato) – инструктор на IJKA за Европа, Хироши Ширай (8 дан) – основател на карате в Италия, Широ Асано (Shiro Asano) – SKFI и т.н.
В края на 2015 година е избран нов председател на ЯКА – Кусахара Катсухиде (Kusahara Katsuhide).